# Cmentarz żydowski w Wodzisławiu
Cmentarz żydowski w Wodzisławiu – kirkut społeczności żydowskiej niegdyś zamieszkującej Wodzisław. Powstał w 1692. Został zdewastowany podczas okupacji niemieckiej, lecz ostatecznie zlikwidowano go w trakcie budowy drogi krajowej nr 7, która została wytyczona przez jego teren. 